# سوتارو سادا
سوتارو سادا (باليابانية: 佐田 聡太郎) (18 مارس 1984 في مايه-باشي في اليابان – )؛ هو لاعب كرة قدم ياباني سابق كان يلعب كمدافع.

## وصلات خارجية
- سوتارو سادا على موقع رابطة كرة القدم اليابانية للمحترفين (اليابانية)
- سوتارو سادا على موقع Soccerway.com (الإنجليزية)